# Bolsa (acessório)
Bolsa (português brasileiro) ou mala (português europeu) é um acessório de moda feito de couro, tecido, plástico, palha, ráfia, jeans ou  outros materiais, geralmente com alça (curta ou a tiracolo) que serve para carregar diversos pequenos objetos, como dinheiro, chaves, maquiagem, cigarro, isqueiro, documentos, pente, celular, carteira e outros.

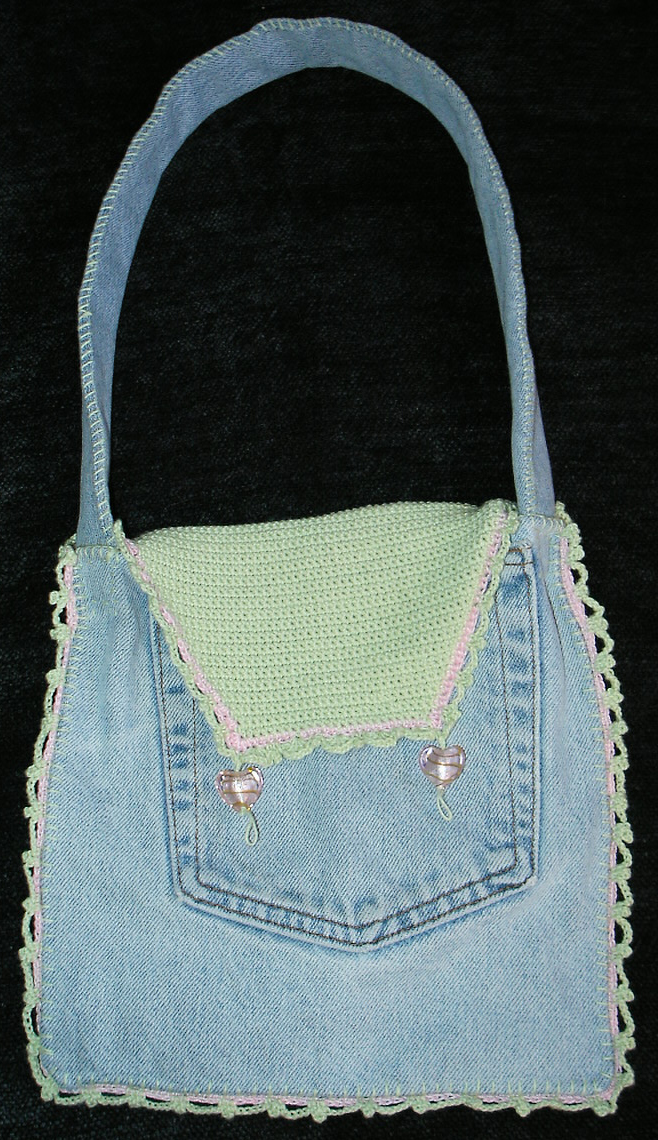
Bolsa feminina

As bolsas menores, geralmente sem alça, e usadas em festas, são chamadas de carteiras ou bolsas de festa, e podem ser mais enfeitadas, com brilho, bordadas com miçangas, pedrarias ou metalizadas.

## Origem
Não existe na História, referências de como seria a primeira bolsa. Mas, desde o início dos tempos, a comunicação já estava enraizada na vida humana e os povos primitivos já retratavam uma série de símbolos através das pinturas rupestres (pinturas em rochas), e esses povos registraram através dos desenhos os seus costumes. Foram encontradas pinturas com imagens femininas com bolsa penduradas no braço. As civilizações pré-históricos eram nômades, e se deslocavam de acordo com a necessidade de obter alimentos. Como já haviam descoberto que a pele dos animais servia para a proteção do corpo, podem ter desenvolvido também um sistema de receptáculos para carregar e proteger suas caças.

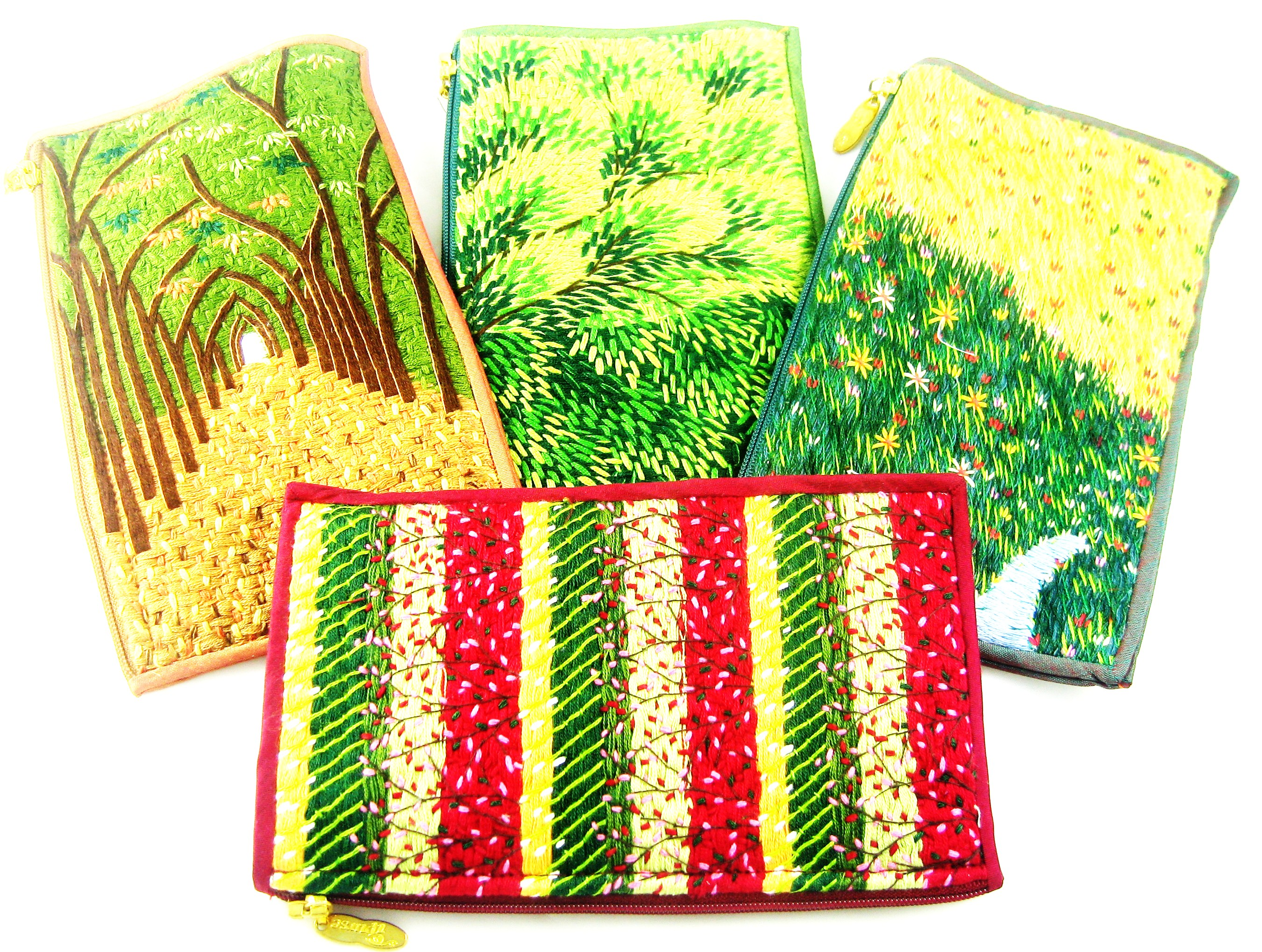
Bolsas iPurse

Uma das primeiras citações sobre bolsa feminina encontra-se na Bíblia, no livro de Isaías, capítulo 3:16, (palavras escritas por volta de 750 a.C.) e que diz:
Naquele dia tirará o Senhor os seus enfeites: os anéis dos artelhos, as toucas, os colares em forma de meia-lua, os brincos, os braceletes, os vestidos, os diademas, as cadeias dos artelhos, os cintos, os amuletos, as caixinhas de perfumes, os mantos, os xales, as bolsas, os espelhos, as capinhas de linho e as tiaras.
O alforje, predecessor das bolsas, era um saco de couro que podia ser usado na cintura, nos ombros ou na sela dos animais. Era uma a bolsa utilizada principalmente pelos homens, para carregar alimentos ou dinheiro, durante a Idade Antiga.